# Луна Стар
Луна Стар (англ. Luna Star, нар. 25 травня 1989, Гавана, Куба) — кубинська порноакторка і еротична фотомодель.

## Біографія
Народилася в Гавані в 1989 році. Жила в столиці Куби до 15 років, а потім переїхала до Маямі, США. Її мати працювала державною службовицею, а батько керував магазином. У Флориді, після кількох невеликих робіт, почала коротку кар'єру еротичної фотомоделі.
В порноіндустрію потрапила у 2012 році, у віці 23 років, знявшись у сцені для Bang Bros. У середині 2015 року, підписала контракт з агентством режисера Марка Сплігера.
Працювала з такими порностудіями, як Brazzers, Evil Angel, Penthouse, Hustler, Reality Kings, Wicked Pictures, Tushy, Naughty America, Jules Jordan Video, Girlfriends Films, Hard X, Bang Bros, Digital Playground, New Sensations.

## Фільмографія
Знялася в понад 310 порнофільмах.
Деякі фільми: All Star Super Sluts, Blood Sisters, Crack Fuckers 4, Dirty Talk 2, Facial Cum Sluts 6, Girl Kush, Interracial Squirt 2, Latin Angels, Naughty Athletics 18, Dirty Pretty 5, Sloppy Head 6, Tearing It Up 2.